# Sobralia galeottiana
Sobralia galeottiana là một loài thực vật có hoa trong họ Lan. Loài này được A.Rich. miêu tả khoa học đầu tiên năm 1845.